# Parque Eólico de Vale dos Ventos

Localização de Mataraca, na Paraíba, onde situa-se o Vale dos Ventos.

O Parque Eólico de Vale dos Ventos é um parque de produção de energia eólica localizado no município de Mataraca, estado da Paraíba.
A estrutura do parque consiste de 60 turbinas eólicas de 800 kW cada que estão localizadas em terras agrícolas, onde planta-se cana-de-açúcar. Os aerogeradores e estradas permitem que as atividades de cultivo sigam sem interrupções, pois ocupam apenas 5% das áreas em que se localizam.
A administração do parque está sob responsabilidade da empresa Pacific Hydro. Segundo a mesma, a capacidade do parque é de iluminar 100.000 casas a cada ano (Aproximadamente cinco por centro do consumo elétrico paraibano), evita a emissão de 50.000 toneladas de gás de efeito estufa por ano.